# Magyarország rémálma
A Magyarország rémálma egy 1999-es Dopeman-album.

## Számok
1. Magyarország rémálma
2. Mr. Dopeman, Mr. Dopeman
3. Nagy dolgok
4. Biztos úr (feat.: T.K.O. - Ogli G. és Kicsi Tyson)
5. Enyém a világ
6. Pénz beszél
7. Intro (Semmi nem véd meg)
8. Semmi nem véd meg [Dopeman verzió] (feat.: Ganxsta Zolee)
9. Káosz!
10. A 8 + a 13 (feat.: Ganxsta Zolee)
11. Vendetta
12. Ribancok
13. El Mariachi
14. A te életed
15. Sokaknak hős volt
16. DJ W.
17. La Mafia Familia (feat.: MC Ducky, T.K.O. - Ogli G. és Kicsi Tyson)
18. Outro